# Episodi di Squadra speciale Lipsia (undicesima stagione)
L'undicesima stagione della serie televisiva Squadra speciale Lipsia è stata trasmessa in anteprima in Germania dalla ZDF tra il 24 settembre 2010 e l'11 marzo 2011.
| nº | Titolo originale     | Titolo italiano          | Prima TV Germania | Prima TV Italia |
| -- | -------------------- | ------------------------ | ----------------- | --------------- |
| 1  | Das Schwein          | La fattoria degli orrori | 24 settembre 2010 |                 |
| 2  | Fehler im System     | Errore di sistema        | 1º ottobre 2010   |                 |
| 3  | Luftnummer           | Salto mortale            | 15 ottobre 2010   |                 |
| 4  | Tod per Post         | Morte per posta          | 22 ottobre 2010   |                 |
| 5  | Die Hand             | La mano                  | 29 ottobre 2010   |                 |
| 6  | Mord am Telefon      | Omicidio al telefono     | 5 novembre 2010   |                 |
| 7  | Fragen der Ehre      | Codice d'onore           | 12 novembre 2010  |                 |
| 8  | Swinging Leipzig     | La festa                 | 19 novembre 2010  |                 |
| 9  | Totes Kapital        | Capitale morto           | 26 novembre 2010  |                 |
| 10 | Girls, Girls, Girls  | Pazzi d'amore            | 3 dicembre 2010   |                 |
| 11 | Der Aufstand         | La rivolta               | 10 dicembre 2010  |                 |
| 12 | High Noon            | Mezzogiorno di fuoco     | 17 dicembre 2010  |                 |
| 13 | Gefangen (Teil 1)    | Prigioniero (Parte 1)    | 7 gennaio 2011    | 31 agosto 2014  |
| 14 | Gefangen (Teil 2)    | Prigioniero (Parte 2)    | 14 gennaio 2011   | 31 agosto 2014  |
| 15 | Hexenschuss          | Il colpo della strega    | 21 gennaio 2011   | 25 maggio 2014  |
| 16 | Quarantäne           | Quarantena               | 28 gennaio 2011   | 8 giugno 2014   |
| 17 | Abgelenkt            | Distrazione              | 4 febbraio 2011   | 8 giugno 2014   |
| 18 | Letzter Abend DDR    | Ultima festa nella DDR   | 11 febbraio 2011  | 29 giugno 2014  |
| 19 | Wut im Bauch         | La rabbia in corpo       | 18 febbraio 2011  | 6 luglio 2014   |
| 20 | Schlecht beraten     | Un pessimo consulente    | 25 febbraio 2011  | 13 luglio 2014  |
| 21 | Kriegstage           | Giorni di guerra         | 4 marzo 2011      | 19 luglio 2014  |
| 22 | Niedrige Beweggründe | Un movente meschino      | 4 marzo 2011      | 31 maggio 2015  |
| 23 | Geister              | Fantasmi                 | 11 marzo 2011     |                 |